# ヤマルリソウ
ヤマルリソウ（山瑠璃草、学名：Omphalodes japonica (Thunb.) Maxim.）は、ムラサキ科ルリソウ属に分類される多年草の1種。和名は山に生育し瑠璃色の花をつけることに由来し、別名が「ヤガラ」、「ヤマウグイス（山鶯）」。属名のOmphalodesは、中央が凹となる分果であることに由来し、「へその形をした」という意味。

## 分布・生育環境
日本の固有種で、福島県以西の本州、四国、九州に分布する。
湿り気のある山地や道端、半日陰となる木陰に生育する。山野草として苗が市販されている。

## 特徴
根生葉は倒披針形（長さ7-20 cm、幅2-5 cm）でロゼット状に広がる。茎葉は根生葉よりも小さく、基部が茎を抱き、上部のものほど小さく、まばらに互生する。茎の高さは7-20 cmで数本が斜めに立ち枝分かれせず、開出した白い毛が多く、先端に直径1-1.5 cmの淡青紫色の総状花序をつける。花期は4-5月で、5枚ある花弁の色が薄桃色から薄青色へと変化する。花序は分岐せず、8-17 mmの小花柄があり、花が終わると下に垂れる。萼は長さ5-8 mmに大きく伸びる。分果は縁が平たんで長さ約3 mmでがぎ状の棘がなく、がぎ状の棘が出るものは変種のトゲヤマルリソウ（棘山瑠璃草、学名：Omphalodes japonica (Thunb.) Maxim. var. echinosperma Kitam.）。白い花のものは、シロバナヤマルリソウ（白花山瑠璃草、学名：Omphalodes japonica (Thunb.) Maxim. f. albiflora S.Okamoto ex H.Hara）。

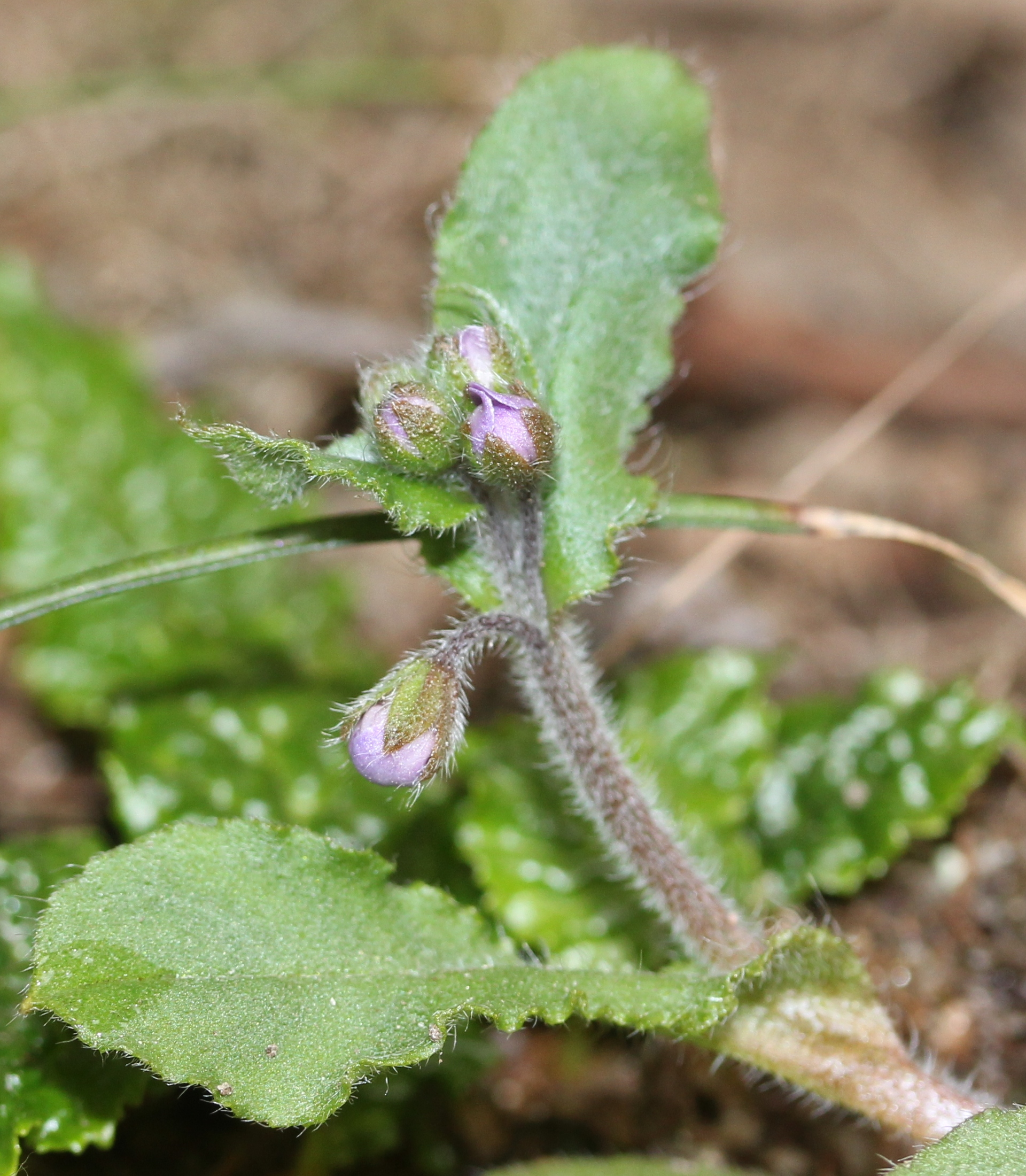
薄桃色の蕾と茎葉
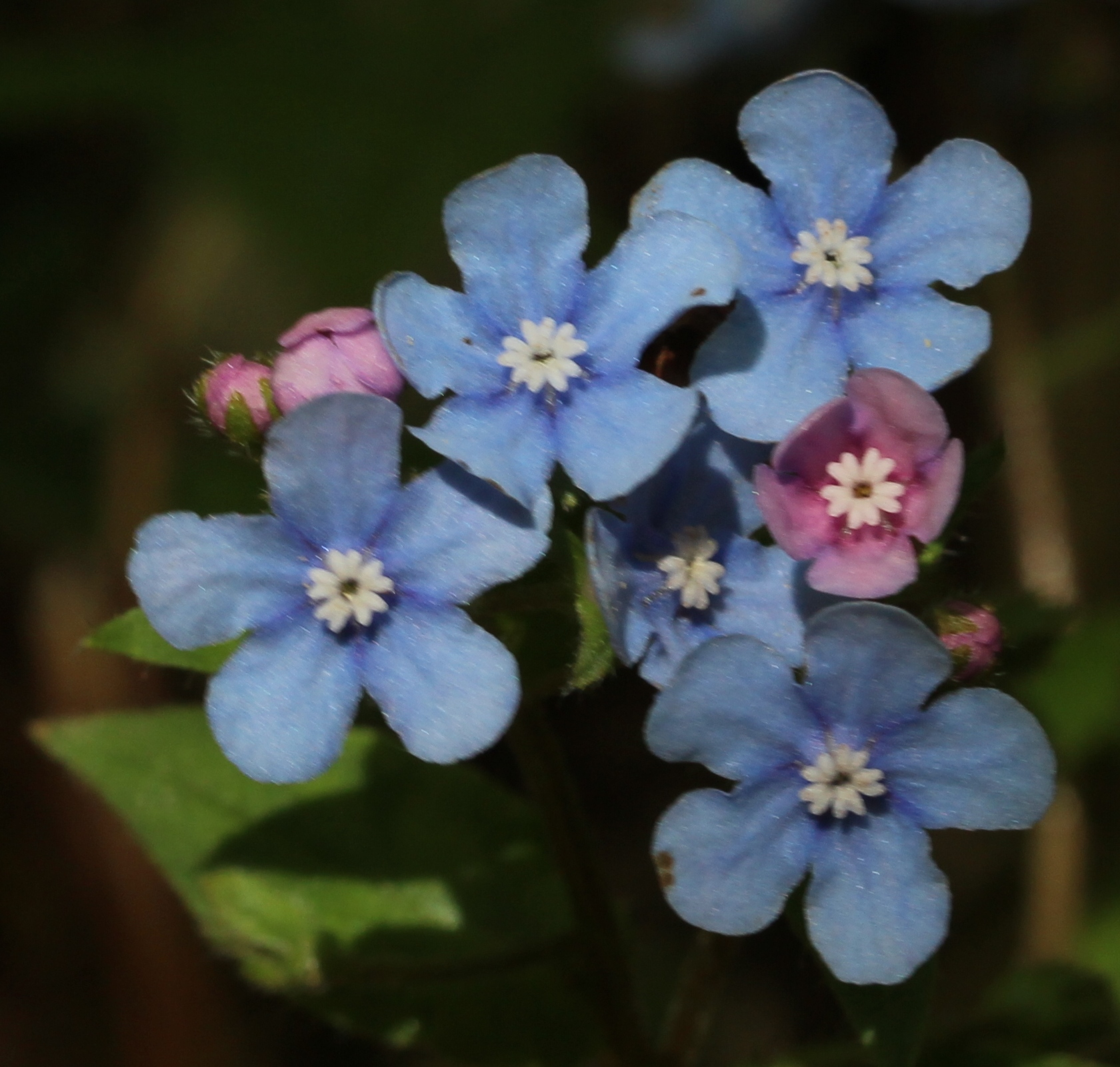
総状花序で花弁の色は薄桃色から薄青色へと変化する
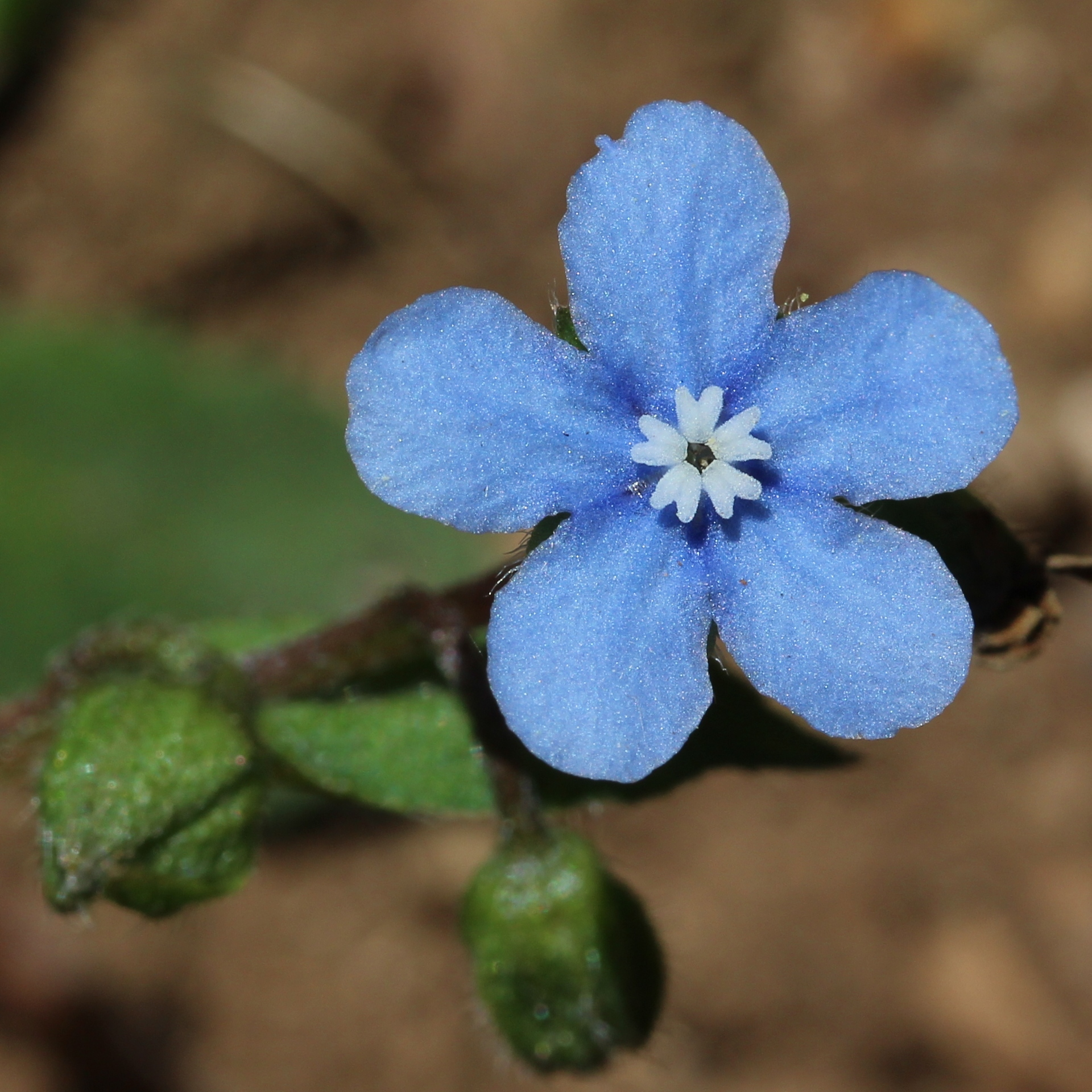
花の細部、花弁は5枚
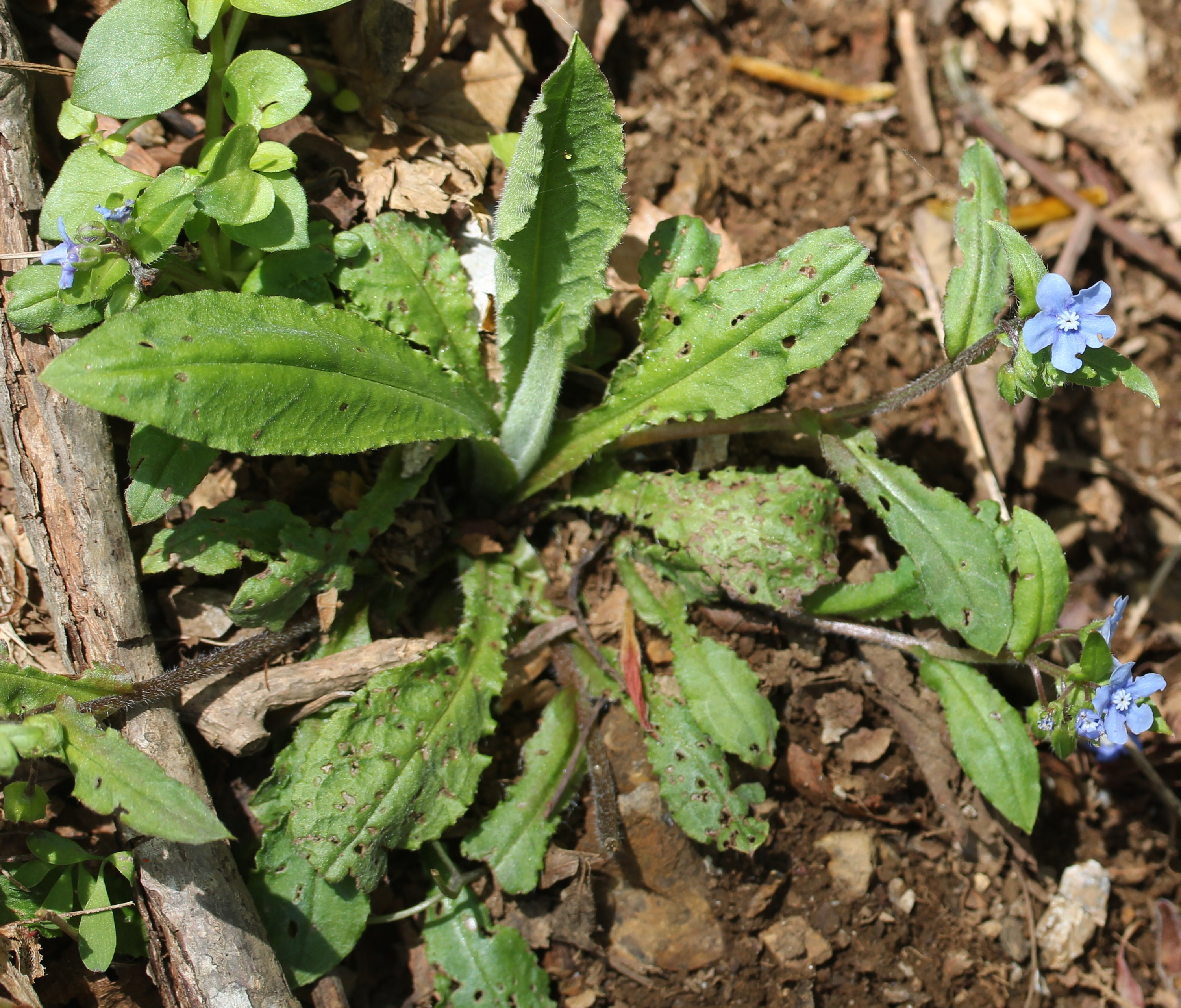
大きなロゼット状の根生葉、茎葉はまばらに互生する
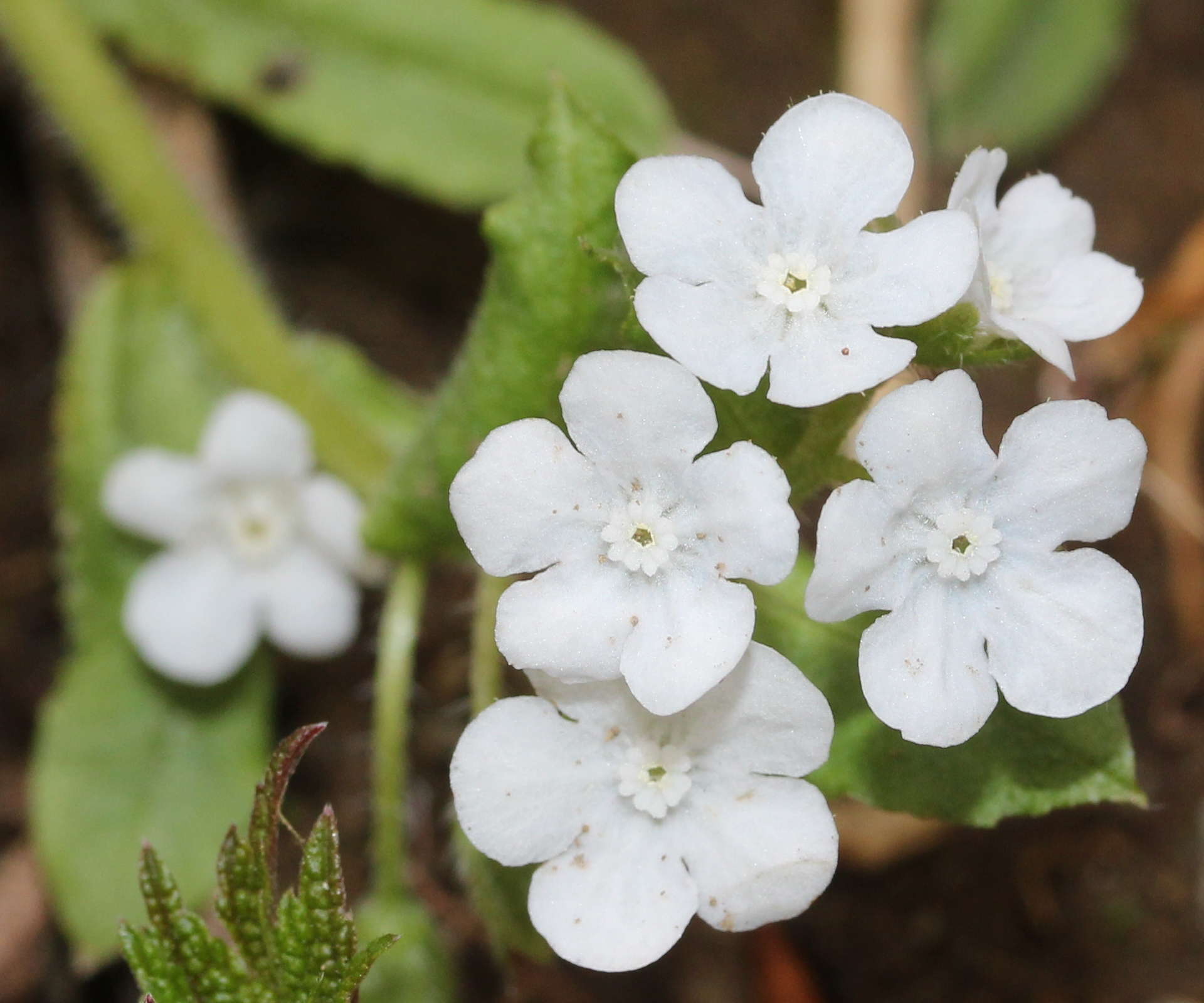
シロバナヤマルリソウ f. albiflora

## 近縁種

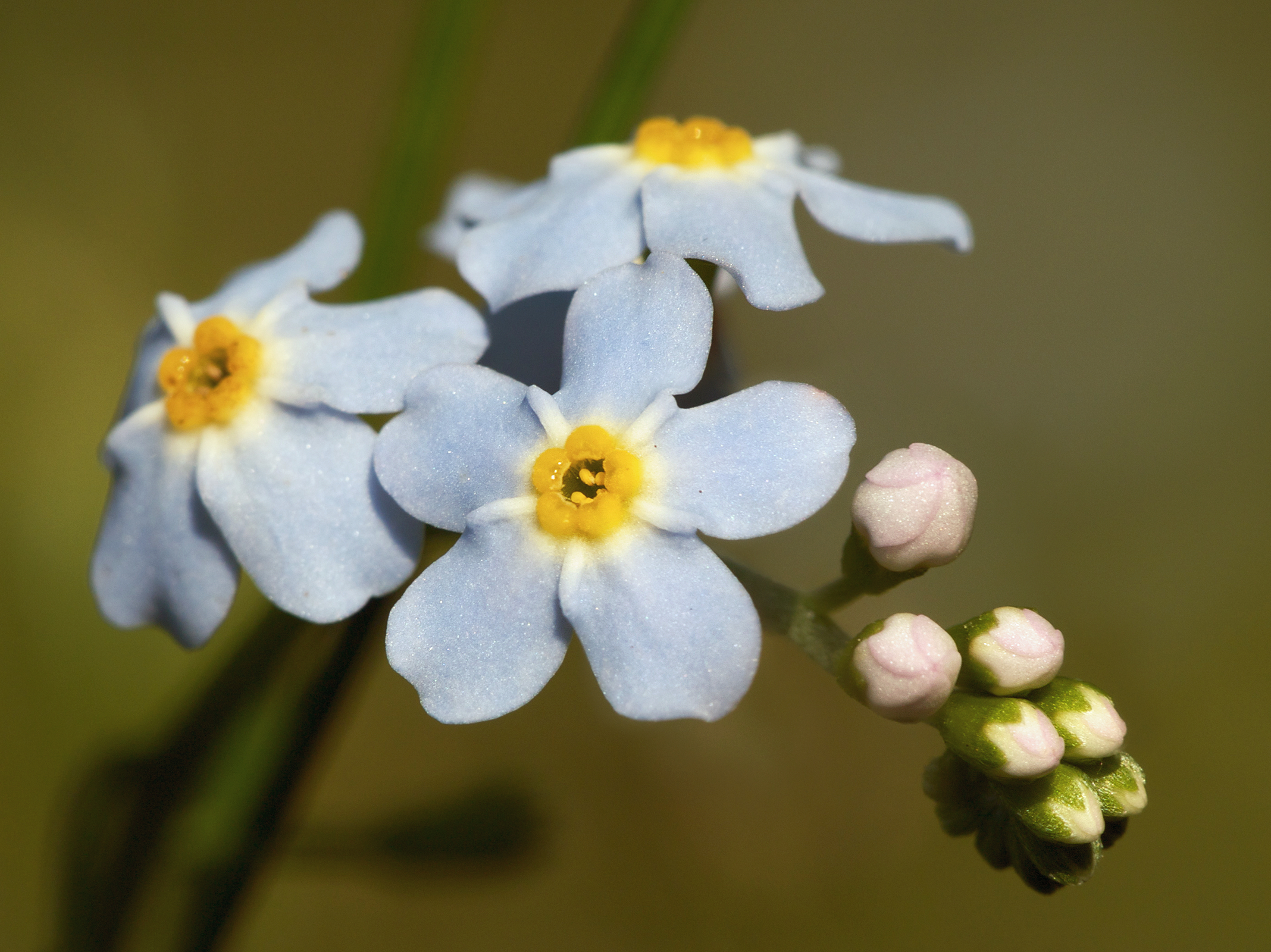
ワスレナグサの花

花はワスレナグサに似る。ルリソウ属では、以下の種などが知られている。
ハイルリソウ
学名：Omphalodes prolifera Ohwi。ヤマルリソウと同様に根生葉が多数あり、葉の中で根生葉が最も大きく、茎は多数出て、花序は分岐しない。葉に長毛だけがあり、花を付ける茎の最も下の苞の腋から新しい枝が出る。
ルリソウ
瑠璃草、学名：Omphalodes krameri Franch. et Sav.。根生葉は中央の葉よりも小さく、茎は少数で、花序はふつう2分する。分果の縁に短いかぎ状の棘がある。
エチゴルリソウ
越後瑠璃草、学名：Omphalodes krameri Franch. et Sav. var. laevisperma (Nakai) Ohwi。ルリソウに似ているが、分果の縁にかぎ状の棘がない。

## 種の保全状況評価
日本では以下の都道府県で、レッドリストの指定を受けている。土地開発や園芸採集により絶滅が危惧されている地域がある。
- 絶滅危惧II類（VU）- 埼玉県[9]、東京都北多摩
- 準絶滅危惧（NT） - 福島県
  - 一般保護生物（D) - 千葉県[注釈 1][10]
- 情報不足（DD） - 群馬県[11]
- 分布重要 - 鹿児島県